# Eppu Normaali
Eppu Normaali — одна из самых популярных рок-групп в Финляндии, а так же ключевой представитель жанра suomirock (финский рок). Группа образована в 1976 году в Юлёярви, небольшом городке недалеко от Тампере. Группа является самым продаваемым музыкальным исполнителем в Финляндии, с сертифицированными продажами около двух миллионов записей, а также добились успеха с использованием финского языка в текстах. Помимо своих студийных альбомов, Eppu Normaali также выпустила концертные записи, DVD и более 20 синглов.
Группа взяла название из фильма Мэла Брукса «Молодой Франкенштейн», а автор субтитров перевел имя персонажа Эбби Нормал (ненормальный) на финский лад Эппу Нормаали (epänormaali, примерно «ненормальный»; финский эквивалент оригинала).
Среди самых известных песен групы — «Vuonna '85» («В 85-м году»), «Kitara, taivas ja tähdet» («Гитара, небо и звезды»), «Murheellisten laulujen maa» («Земля печальных песен»), «Pimeyden tango» («Танго тьмы»), «Suolaista sadetta» («Соленый дождь») и «Tahroja paperilla» (Пятна на бумаге).

## История основания
Группа была основана братьями Мартти и Микко Сюрьями.
Их родителями были финские писатели Кирси Куннас и Яакко Сюрья. В 1979 году группу покинул басист Микко Саарела, а Микко Невалайнен играл на бас-гитаре с Эппу Нормаали до 1989 года. Ныне басист — Сами Руусукаллио.
Первоначально выпускали альбомы в стиле панк-поп, которые получили благоприятные отзывы, но группа не получила широкого признания до 1984 года, когда она превратилась в более ориентированный на AOR музыкальный стиль. Rupisia Riimejä Karmeita Tarinoita был выпущен в 1984 году, а за ним последовали Kahdeksas Ihme в 1985 году и Valkoinen Kupla в 1986 году. Все эти три альбома стали хитами, совокупные продажи составили более 300 000 копий. Kahdeksas Ihme является их самой продаваемой записью, не входящей в сборник лучших хитов, на сегодняшний день.

## Участники
- Мартти Сюрья (вокал).
- Микко «Пантсе» Сюрья (гитара, вокал),
- Юха Торвинен (гитара),
- Сами Руусукаллио (бас, вокал)
- Аку Сюрья (ударные).